# Offsetkorrektur
 --Don Bosco 20:24, 31. Dez. 2011 (CET)
Offsetkorrektur ist eine Eigenschaft von manchen CD-Auslese- bzw. -Schreib-Programmen. Sie bezeichnet die Möglichkeit,  Verschiebungen des Audiomaterials, genannt Sample-Offset, zu korrigieren, die beim Auslesen bzw. Schreiben einer Audio-CD auftreten können.
Die Sample-Offsets hängen einerseits vom individuellen CD-Laufwerkstyp (bzw. dessen Firmware) ab, können aber auch variable sein (Jitter).

## Technikbeschreibung
Beim Auslesen (bzw. Brennen) von Audio-CDs ist die genaue Zuordnung der Track- bzw. Index-Marken zu den betreffenden Positionen im ausgelesenen (bzw. zu brennenden) Audio-Datenstrom nicht genau festgelegt, sondern variiert von Laufwerkstyp zu Laufwerkstyp oder sogar Firmware-Version von Laufwerken.
Die Verschiebung liegt meist im Millisekunden-Bereich, sowohl positiv als auch negativ sind möglich. Bei manchen Laufwerkstypen existiert neben dem festen Zeitoffset auch ein variables, zeitliches Rauschen, genannt Jitter, welches Korrekturen erschwert bzw. unmöglich macht.
Bei der CD-Ripper-Software Exact Audio Copy zum Beispiel kann eingestellt werden, dass sowohl beim Lesen (DAE) als auch beim Schreiben (CD-Brennen) das Audiomaterial gegenüber den Positionen der Track- bzw. Index-Markierungen verschoben wird. Dadurch können die durch die CD-Laufwerke hervorgerufenen Verschiebungen ausgeglichen werden. Die Werte können ggf. für jedes vorhandene Laufwerk individuell eingestellt werden.
Positive Werte der Leseoffset-Korrektur bewirken, dass am Anfang der entstehenden Datei entsprechend viele Samples ausgelassen werden. Negative Werte führen dazu, dass entsprechend viele Samples Stille eingefügt wird bzw. – bei Laufwerken, die dies unterstützen – Daten, die aus dem vermeintlichen Lead-In-Bereich unmittelbar vor der (durch die Firmware zu weit in Richtung Ende verschobenen) Startposition stammen.
Da diese Verschiebungen sehr klein sind, bereitet das Außerachtlassen normalerweise keine Probleme. Jedoch werden durch dieses Verfahren Audiodateien, die ein und derselben CD, jedoch unterschiedlichen Laufwerken entstammen, bitweise vergleichbar. Weiterhin lassen sich dadurch Dateien aus den Daten unterschiedlicher Laufwerke stückweise zusammensetzen, was einem gelegentlich bei schwierig zu lesenden (z. B. zerkratzten) CDs weiterhilft.

## Liste von CD-Schreib- bzw. -Lese-Software, die Offsetkorrektur anbietet
- dBpoweramp (Leseoffset-Korrektur)
- Exact Audio Copy (sowohl Schreib- als auch Leseoffset-Korrektur);
- foobar2000 (Leseoffset-Korrektur)
- Rubyripper